# (31888) Polizzi
Pour les articles homonymes, voir Polizzi (homonymie).
(31888) Polizzi est un astéroïde de la ceinture principale.

## Description
(31888) Polizzi est un astéroïde de la ceinture principale. Il fut découvert le 29 mars 2000 à Socorro (Nouveau-Mexique) par le projet LINEAR. Il présente une orbite caractérisée par un demi-grand axe de 2,35 UA, une excentricité de 0,14 et une inclinaison de 7,3° par rapport à l'écliptique.

## Compléments